# Peder Horrebow (1679–1764)
Peder Horrebow, född den 14 maj 1679 i Lögstör på Jylland, död den 15 april 1764 i Köpenhamn, var en dansk astronom, far till Niels, Peder och Christian Horrebow, farfar till Magnus och Otto Horrebow.
Horrebow blev 1703 student vid Köpenhamns universitet och var Ole Rømers lärjunge och medhjälpare. Han var även privatlärare och tullinspektor, men blev professor i matematik och astronomi 1714, filosofie doktor 1719 och medicine doktor 1725 samt erhöll avsked från professuren 1753. 
Horrebow fortsatte Rømers iakttagelser rörande fixstjärnornas parallax och utgav samtliga dessa observationer i skriften Copernicus triumphans (1727, holländsk översättning av Lulofs 1741), genom titeln antydande, att därmed jordens rörelse vore bevisad. Med anledning därav uppstod en skriftväxling mellan den italienske astronomen Manfredi och Horrebow, varur emellertid framgick, att dessa observationer inte kunde tillmätas någon beviskraft. 
Bland Horrebows mera reella förtjänster om astronomin må nämnas en metod för bestämmande av en orts polhöjd, den så kallade Horrebow-Talcottska metoden, som i senare tid haft en utomordentlig betydelse, särskilt vid studiet av polhöjdernas variationer. Han uppfann också ett sätt att beräkna tiden för dagjämningarnas inträffande. 
Horrebow utgav en stor mängd arbeten, bland dem Prodromus geometriæ (1714) och Basis astronomiæ (1735). En samling av hans skrifter utgavs 1740-41 med titeln Opera mathematico-physica (del I-III).